# 清原當博
清原 當博（きよはら まさひろ、1949年1月18日 - ）は、日本の実業家。ホテルオークラ東京代表取締役社長総支配人や、同社代表取締役会長を務めた。観光関係功労者国土交通大臣表彰受賞。

## 人物・経歴
1967年埼玉県立春日部高等学校卒業。1971年学習院大学経済学部卒業、大成観光（現ホテルオークラ）入社、料飲部門配属。コーネル大学留学を経て、2001年京都ホテル出向。2005年京都ホテル総支配人。2007年ホテルオークラ上席執行役員。2008年京都ホテル代表取締役専務取締役。2009年からホテルオークラ東京代表取締役社長総支配人を務めた。2014年ホテルオークラ東京代表取締役会長。2016年ホテルオークラ東京取締役会長。2017年ホテルオークラ東京取締役相談役。ホテリエオブザイヤー2014受賞。2016年観光関係功労者国土交通大臣表彰受賞。